# Hongikon Nuorisoseuran Urheilijat
L'Hongikon Nuorisoseuran Urheilijat, conosciuto anche come HoNsU, è una società cestistica avente sede a Jyväskylä, in Finlandia. Fondata nel 1948, gioca nel campionato finlandese.